# Manghud
I Manghud (Mangghud, Manġhud), o Mangudai, Manghit o Mangit, erano una tribù mongola della federazione degli Urud-Manghud. 
Furono essi a costituire l'Orda Nogai nel XIV secolo e la dinastia Manghit che governò l'Emirato di Bukhara nel 1785. 
Il nome del clan fu anche usato per indicare le avanguardie mongole (mangudai o mungadai). 
I loro discendenti vivono in diverse regioni dell'antico Impero mongolo.